# Минин, Александр Иванович (полный кавалер ордена Славы)
 Полный кавалер ордена Славы
Александр Иванович Минин (13 ноября 1923 года — 14 января 1998 года) — командир минометного расчета 7-го гвардейского воздушно-десантного полка (2-я гвардейская воздушно-десантная дивизия, 1-я гвардейская армия, 4-й Украинский фронт), гвардии сержант.

## Биография
Родился в посёлке Рымникский ныне Брединского района Челябинской области. После окончания семилетки работал в хлебоприёмном пункте в пгт Бреды.
В марте 1942 года был призван в ряды Красной Армии. Начинал службу в запасном полку, где получил специальность миномётчика. На фронтах Великой Отечественной войны с октября 1942 года. Воевал в составе 7-го гвардейского воздушно-десантного полка 2-й гвардейской воздушно-десантной дивизии наводчиком, затем командиром минометного расчета. Воевал на Северо-Западном, Центральном, 1-м и 4-м Украинских фронтах.
Первой боевой наградой — медалью «За отвагу» был награждён за бои возле станции Поныри во время Курской битвы, когда в составе подразделения вёл огонь по вражеским позициям, не давая солдатам противника высунуть головы из окопов.
Первым орденом Славы 3-й степени (№9759) он был награждён за бои по освобождению города Проскуров, когда в ходе наступательной Проскуровско-Черновицкой операции, двигался со своим миномётным расчётом в порядках наступающих войск и поддерживая огнём наступление.
Вторым орденом Славы, тоже третьей степени, был награждён за бои в Карпатах, когда в одном из боёв уничтожил гранатами пулемётную точку противника, а летом 1944 года в одном из боёв огнём из миномёта подавил 4 огневых точки противника, уничтожил противотанковую пушку и помог отразить 5 атак противника.
В октябре 1944 года в составе полка штурмовал Главный Карпатский хребет. В боях умело командовал расчётами подразделения; подавил 2 огневых точки противника, отразил несколько контратак противника, уничтожил около 20 солдат противника. !0 октября 1944 года он был награждён орденом Славы 2-й степени.
Свою службу в рядах армии закончил в 1947 году.
Ошибка при награждении орденом Славы была исправлена в 1968 году. Указом Президиума Верховного Совета СССР от 1 октября 1968 года в порядке перенаграждения Минин Александр Иванович награждён орденом Славы 1-й степени (№ 3160).
После возвращения на родину работал десятником, инструктором Брединского райкома КПСС, главным бухгалтером в сельском профтехучилище. Жил в поселке Бреды.